# 扎沃多夫斯基岛
扎沃多夫斯基岛（俄語：Остров Завадовского），是南喬治亞島與南桑威奇群島的一个小岛，宽不到6km，东部距南极半岛北部1800km，1819年由俄国人首次发现。以其庞大的企鹅聚居地而闻名。

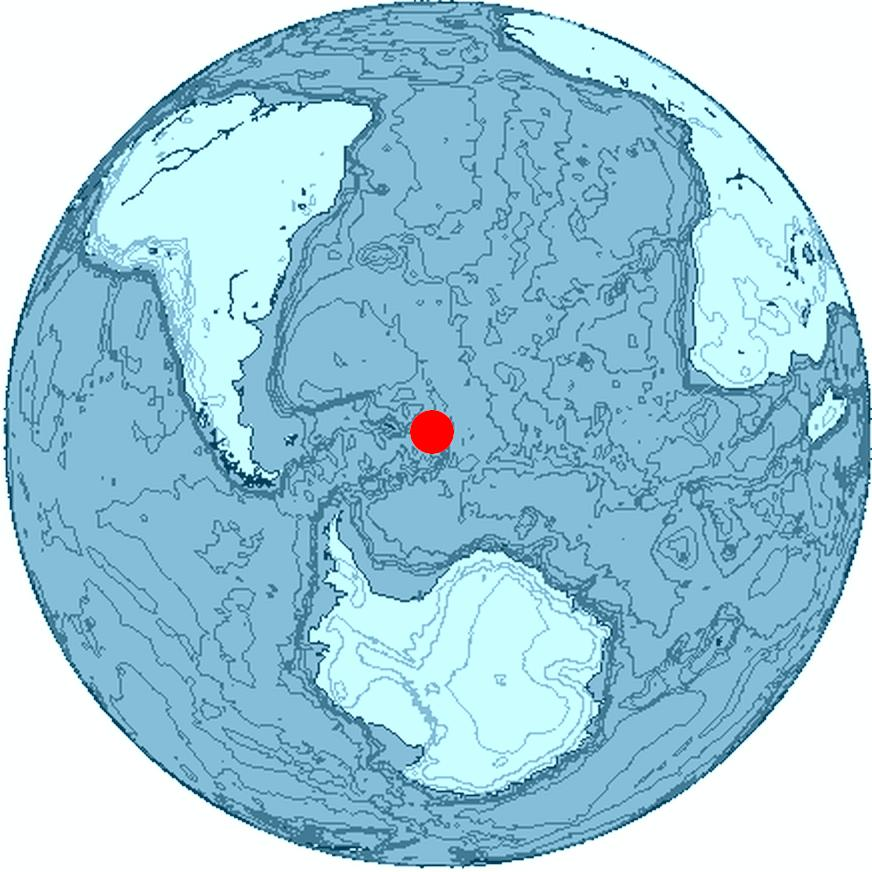
岛屿位置

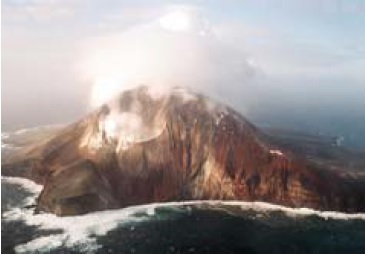

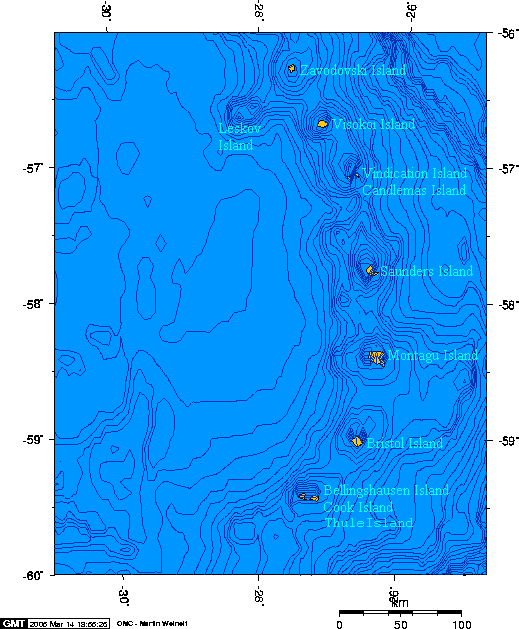
南桑维奇群岛高程图